# Superintendentura Świecie Ewangelickiego Kościoła Unijnego
Superintendentura Świecie Ewangelickiego Kościoła Unijnego – jednostka organizacyjna Ewangelickiego Kościoła Unijnego w Polsce istniejąca w okresie II Rzeczypospolitej i obejmująca grupę gmin kościelnych (zborów) czyli parafii tego Kościoła, skupionych wokół miasta Świecie.

## Statystyka
| Parafia                         | Liczba wiernych (1937) |
| ------------------------------- | ---------------------- |
| Bukowiec nad Wisłą pow. Świecie | 1200                   |
| Przewodnik pow. Świecie         | 173                    |
| Grupa pow. Świecie              | 1300                   |
| Gruczno pow. Świecie            | 950                    |
| Jeżewo pow. Świecie             | 632                    |
| Lniano pow. Świecie             | 620                    |
| Lubiewo pow. Świecie            | 401                    |
| Nowe pow. Świecie               | 1586                   |
| Osie pow. Świecie               | 620                    |
| Serock pow. Świecie             | 1229                   |
| Smętowo pow. Gniew              | 270                    |
| Świecie nad Wisłą               | 2050                   |
| Wałdowo pow. Świecie            | 1000                   |
| Warlubie pow. Świecie           | 545                    |